# ديفيد كورترايت
ديفيد كورترايت (بالإنجليزية: David Cortright)‏ أكاديمي أمريكي وناشط سلام. يعمل كورترايت مديرًا لدراسات السياسة في معهد كروك لدراسات السلام الدولية في جامعة نوتر دام، ورئيسًا لمجلس منتدى الحرية الرابع. يتمتع كورترايت بتاريخ طويل من مناصرة نزع السلاح ومنع الحرب.

## السيرة
تخرّج كورترايت من جامعة نوتر دام في عام 1968. نال درجة الماجيستير من جامعة نيويورك في عام 1970، وأكمل دراساته للدكتوراه عام 1975 في معهد الاتحاد في أثناء الإقامة في معهد دراسات السياسة في واشنطن.
التحق كورترايت بزملائه من الجنود، عندما كان جنديًا في أثناء حرب فيتنام، ليتحدث ضد الحرب بصفته جزءًا من حركة جي آي للسلام.
اختير كورترايت مديرًا تنفيذيًا للجنة السياسة النووية العاقلة (SANE) في عام 1977، والتي أصبحت أكبر منظمة لنزع السلاح في الولايات المتحدة تحت إدارته. بادر كوررايت بدمج لجنة السياسة النووية السوية وحملة تجميد الأسلحة النووية في عام 1987، وعمل مديرًا مشتركًا للمنظمة الناشئة لفترة من الزمن. ساعد كورترايت في تأسيس حلف الانتصار بلا حرب في عام 2002 لمعارضة غزو الولايات المتحدة للعراق.
ناضل كورترايت بدءًا من 2014 لتغيير «التمثيل الوردي» لحرب فيتنام على الموقع الإلكتروني لوزارة الدفاع. عمل كورترايت على تنفيذ اتفاقية السلام الكولومبية لعام 2016 المكونة من 300 صفحة بعد إجراء الاستفتاء عليها.

## العمل
كتب كورترايت بغزارة حول التغيير الاجتماعي السلمي، ونزع السلاح النووي، واستخدام العقوبات متعددة الأطراف والحوافز كأدوات للدبلوماسية الدولية. وفّر كورترايت خدمات البحث للعديد من وزارات الخارجية، مثل وزارات كندا، والسويد، وسويسرا، واليابان، وألمانيا، والدنمارك، وهولندا، وعمل مستشارًا لوكالات الأمم المتحدة ومفوضية كارينغي لمنع الصراعات المميتة، وأكاديمية السلام الدولية، ومؤسسة جون د. وكاثرين ت. مكارثر.

## الكتب
ألَّف كورترايت وشارك في تأليف 19 كتابًا:
- إغارة السلام في فيتنام: الجنود الأمريكيون والمحاربون القدماء المعارضون للحرب في فيتنام (مطبعة نيو فيلدج، 2019)
- إنهاء حرب أوباما: الانسحاب العسكري المسؤول من أفغانستان (بارادايم، 2011)
- نحو الصفر النووي، مع رايمو فايرينين (روتليدج، 2010)
- آفاق غاندي: السِّلم لعصر سياسي جديد، الطبعة الثانية (بارادايم، 2009)
- السلام: تاريخ الحركات والأفكار (مطبعة جامعة كامبريدج، 2008)
- الاتحاد ضد الإرهاب: الاستجابات التعاونية السلمية للتهديد الإرهابي العالمي (مطبعة معهد ماساتشوستس للتكنولوجيا، 2007)، شارك في تحريره جورج أ. لوبيز.

كتب كورترايت مع لوبيز سلسلة من الأعمال الكبرى حول العقوبات متعددة الأطراف، وشاركا في تحريرها على مدار الخمسة عشر عامًا الماضية، ومنها:
- العقوبات الذكية: استهداف بنية الدولة الاقتصادية (رومان وليتلفيلد، 2002)
- العقوبات والبحث عن الأمان: التحديات أمام أفعال الأمم المتحدة (منشورات لايني راينر، 2002)
- ثمن السلام: الحوافز ومنع الصراع الدولي (منشورات رومان وليتلفيلد، 1997)
- عقد العقوبات: تقييم مخططات الأمم المتحدة في التسعينيات (مطبعة لايني راينر، 2000). الحائز على جائزة الناشر لأفضل عنوان أكاديمي في عام 2001.[4]

## وصلات خارجية
- Official website